# Тамничари (филм)
„Тамничари” је југословенски и словеначки филм први пут приказан 10. октобра 1990 године. Режирао га је Марјан Циглич а сценарио је написао Жељко Козинц

## Улоге
| Глумац             | Улога          |
| ------------------ | -------------- |
| Јоже Бабич         | Члан президија |
| Иво Бан            | Ахач           |
| Данило Бенедичич   | Оскар          |
| Полде Бибич        | Франц          |
| Рок Цветков        |                |
| Светозар Цветковић | Павел          |
| Марко Дерганц      | Хинко          |
| Макс Фуријан       | Члан президија |
| Иво Годнич         | Здравник       |
| Марјета Грегорац   | Милена         |
| Јанез Хочевар      | Августин       |

Остале улоге  ▼
| Глумац             | Улога          |
| ------------------ | -------------- |
| Весна Јевникар     | Масерка        |
| Ксенија Маринковић | Кристина       |
| Тања Рибич         | Афродита       |
| Сречо Шпик         | Доза           |
| Урош Татомир       | Сериф          |
| Јанез Врховец      | Члан президија |
| Јоже Вунсек        | Манипулатор    |
| Јонаш Знидаршић    | Инспектор      |